# Семиженко Олексій Володимирович
Олексі́й Володи́мирович Семиженко — майор Збройних сил України. Учасник боїв за Дебальцеве. Перебуваючи на блокпосту під Логвиновим, особисто підбив 4 танки та 1 БМП російських окупаційних військ.

## З життєпису
Закінчив Сумське вище артилерійське командне училище. Після закінчення училища потрапив у 62-гу механізовану бригаду, на основі бригадної артилерійської групи якої почала формуватися 26-та артилерійська бригада. У ній був сформований новий протитанковий артилерійський дивізіон, і Олексія призначили командиром одного з взводів у ньому. Мав досвід бойових дій у миротворчій місії ООН в Африці.
В зону АТО капітан Олексій Семиженко потрапив 10 листопада 2014 року.
Брав участь у боях на сході України в складі 44-ї бригади. Командир протитанкового резерву бригади.
Із загоном зупиняли наступ проросійських сил, які прорвали оборону українських військ під селищем Червоний Партизан біля Новогородського.
4 лютого 2015 року на штурм взводного опорного пункту 17 ОТБр під с. Калинівка пішли підрозділи російських казаків, проте атаку було відбито. Командування ЗСУ вислало протитанковий резерв у вигляді трьох «Штурм-С» з власними іменами «Віра», «Ксюха» і «Надія» зі складу 44 ОАБр. Командиром однієї з машин був Олексій.
5 лютого ВОП 17 ОТБр помітили 3 ворожі танки, які стояли неподалік ферми в сел. Молочне і дивилися в сторону опорного пункту. Українські танкісти відкрили вогонь, але через велику відстань не могли в них влучити. Тоді підключилися «Штурм-С», і Олексій Семиженко двома ракетами знищив один ворожий танк, екіпаж покинув машину і відступав до своїх.
Станом на 2019 рік — майор.

## Сім'я
Одружений, має дочку. Матір мешкає у Чортківському районі.

## Нагороди
- Орден Богдана Хмельницького III ступеня (3 листопада 2015) — «за особисту мужність і героїзм, виявлені у захисті державного суверенітету та територіальної цілісності України, вірність військовій присязі під час бойових дій та при виконанні службових обов'язків».[7]